# Астімедуса
Астімеду́са (дав.-гр. Αστυμέδουσα) — персонаж давньогрецької міфології, дочка Стенела, третя дружина царя Фів Едіпа.
Вона обмовила перед Едіпом своїх пасинків Полініка і Етеокла, що буцім-то вони її домагалися, згідно з тією версією, за якою Йокаста, вийшовши заміж за Едіпа, незабаром дізналася, що він її син і наклала на себе руки, не встигнувши народити йому дітей, а матір'ю синів Едіпа була його друга дружина Евріганія. Після цього Едіп прокляв синів, що зрештою призвело до ланцюга подій, наприкінці яких вони вбили один одного. 
Міф про Астімедусу є розпливчастою і темною версією історії Едіпа, створеної, ймовірно, задля того, щоб виправдати трагічну долю Етеокла і Полініка.